# SOCCSKSARGEN
SOCCSKSARGEN (pronunciat sokˈsardʒɛn) és una regió de les Filipines, designada com a Regió XII, situada a la part meridional de l'illa de Mindanao. El nom és un acrònim que recull les quatre províncies i una de les seves ciutats independents: Cotabato del Sud (SOuth Cotabato), Cotabato, Sultan Kudarat, SARangani i GENeral Santos. La regió inclou també la ciutat independent de Cotabato, que geogràficament està situada dins de les fronteres de la província de Maguindanao i de la Regió Autònoma del Mindanao Musulmà (ARMM), de la qual és capital, però sense formar-ne part. La ciutat de Koronadal, a Cotabato del Sud, és la capital regional.
La superfície de la regió és de 22.466 km². Segons el cens de 2007, té una població de 3.830.500 habitants.

## Províncies i ciutats independents
La regió de SOCCSKSARGEN està composta per 4 províncies i 2 ciutats independents:
| Província/Ciutat          | Capital        | Població (2007) | Àrea (km²) | Densitat de població (per km²) |
| ------------------------- | -------------- | --------------- | ---------- | ------------------------------ |
| Prov. de Cotabato         | Kidapawan      | 1.121.974       | 9.008,9    | 124,5                          |
| Prov. de Cotabato del Sud | General Santos | 767.255         | 3.936,0    | 194,9                          |
| Prov. de Sarangani        | Alabel         | 475.514         | 3.601,3    | 132,0                          |
| Prov. de Sultan Kudarat   | Isulan         | 677.062         | 5.251,3    | 128,9                          |
|                           |                |                 |            |                                |
| Ciutat de Cotabato        | —              | 259.153         | 176,0      | 1.472,5                        |
| Ciutat de General Santos  | —              | 529.542         | 492,9      | 1.074,4                        |
|                           |                |                 |            |                                |
| Caraga                    | Koronadal      | 3.830.500       | 22.466,3   | 170,5                          |

Tot i que l'Oficina Nacional d'Estadística, amb finalitats estadístiques, agrupa les ciutats de Cotabato i General Santos dins de les províncies de Maguindanao i Cotabato del Sud respectivament, són administrativament independents de les seves províncies; Cotabato perquè és una ciutat autònoma i General Santos pel fet de ser una ciutat altament urbanitzada.